# Andrzej Lis
Andrzej Lis (ur. 16 grudnia 1959 we Wrocławiu) – polski szpadzista, srebrny medalista olimpijski.
Walczył lewą ręką. Jego pierwszym trenerem, później także w kadrze Polski, był Adam Medyński. Bronił barw AZS Politechnika Wrocławska. W 1979 roku był wicemistrzem świata juniorów. Dwukrotny uczestnik mistrzostw świata seniorów (1978 i 1979). W 1982 zdobył tytuł indywidualnego mistrza Polski, wielokrotnie triumfował także w drużynie. 
Na igrzyskach olimpijskich w Moskwie w 1980 reprezentacja Polski w składzie: Andrzej Lis, Piotr Jabłkowski, Mariusz Strzałka, Ludomir Chronowski i Leszek Swornowski zdobyła srebrny medal. W turnieju indywidualnym zajął 13. miejsce.